# Huangni (socken i Kina, Hunan)
Huangni (kinesiska: 黄泥, 黄泥乡) är en socken i Kina. Den ligger i provinsen Hunan, i den södra delen av landet, omkring 220 kilometer söder om provinshuvudstaden Changsha. Antalet invånare är 27234. Befolkningen består av 13 347 kvinnor och 13 887 män. Barn under 15 år utgör 20,0 %, vuxna 15-64 år 70 %, och äldre över 65 år 8,0 %.
Genomsnittlig årsnederbörd är 1 800 millimeter. Den regnigaste månaden är augusti, med i genomsnitt 276 mm nederbörd, och den torraste är oktober, med 25 mm nederbörd.